# Achaemenes apicemaculatus
Achaemenes apicemaculatus är en insektsart som beskrevs av Synave 1953. Achaemenes apicemaculatus ingår i släktet Achaemenes och familjen kilstritar. Inga underarter finns listade i Catalogue of Life.